# Sumatra-Kurzschwanzpython
Der Sumatra-Kurzschwanzpython (Python curtus), auch Blutpython oder Buntpython, zählt zur Familie der Pythons (Pythonidae) und wird dort in die Gattung Eigentliche Pythons (Python) gestellt. Er ist eine stark gedrungene Schlange mit kurzem Schwanz und meist melanistischer Zeichnung. Die Art lebt ausschließlich auf Sumatra und bewohnt dort ursprünglich feuchte Regenwälder und Sümpfe. Sie ist heute aber auch auf Ölpalmplantagen häufig. Seine nächsten Verwandten sind der Borneo-Kurzschwanzpython und der namensgleiche Blutpython.

## Beschreibung

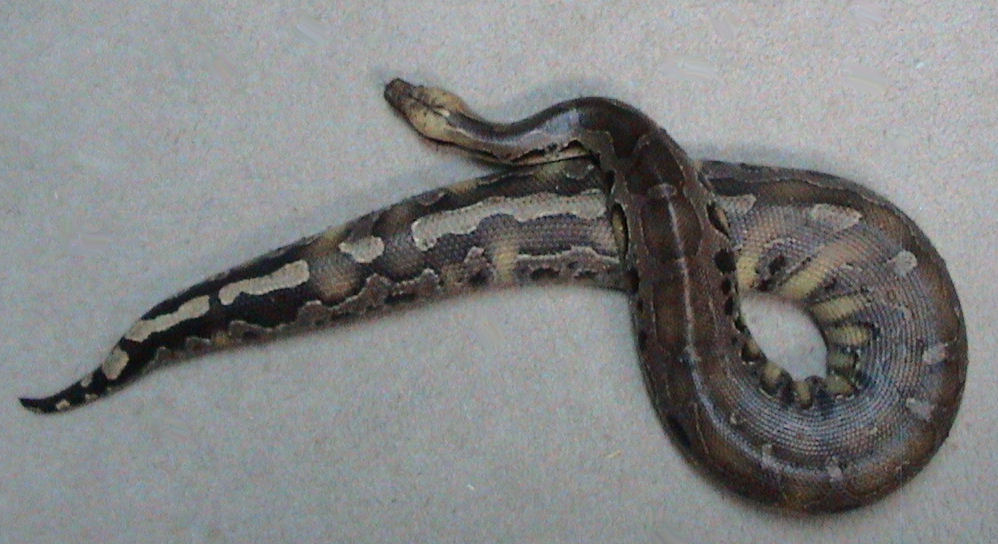
Sumatra-Kurzschwanzpython

Sumatra-Kurzschwanzpythons haben einen langen, abgeflachten Kopf, einen kräftigen, muskulösen Nacken, einen gedrungenen Körper und einen kurzen Schwanz.
Trotz des deutschen Namens ist ihr Schwanz aber länger als derjenige von Blutpythons. Zur Wirbelsäule hin verjüngt sich der Körper und erscheint im Querschnitt dreieckig. Hinsichtlich Körperlänge und -gewicht ist ein Geschlechtsdimorphismus vorhanden: Weibchen sind im Mittel geringfügig größer und schwerer als Männchen. Beide Geschlechter haben prominente Aftersporne. Bei erwachsenen Männchen sind diese dicker und stärker zum Bauch hin gebogen als bei erwachsenen Weibchen. Typischerweise sind die Aftersporne von adulten Männchen abgenutzter, stumpfer und daher kürzer als bei Weibchen.

### Länge und Gewicht
Die Maximallänge des Sumatra-Kurzschwanzpythons liegt geringfügig über 2 Meter. Große Weibchen wiegen ausnahmsweise zwischen 15 und 18 Kilogramm.
Unter 99 in der Wildnis gefangenen adulten Männchen lag die durchschnittliche Kopf-Rumpf-Länge bei 120,7 cm. Ihr Gewicht betrug im Mittel 2,99 kg. Bei 54 wildlebenden adulten Weibchen war die Kopf-Rumpf-Länge durchschnittlich 130,1 cm und ihr Gewicht im Mittel 3,85 kg.

### Färbung und Musterung
Die meisten erwachsenen Sumatra-Kurzschwanzpythons sind sehr dunkle, beinahe schwarze Schlangen. Die Köpfe ausgewachsener Tiere vom Bandar-Lampung-Distrikt in Südsumatra sind grau bis schwarz. Hingegen ist die Kopfoberseite von Individuen aus Zentralsumatra gelbbraun, braun, bis rotbraun gefärbt. Bei Jungtieren und bei Tieren mit heller Kopfgrundfarbe befindet sich ein dünner dunkler Mittelstreifen auf der Kopfoberseite, der vom Schnauzenhinterrand bis zum Hinterhaupt zieht. Hier kann er beidseits rechtwinklig zur Schläfe hin auslaufen. Zum Nacken verbreitert sich der Mittelstreifen, schließt im Zentrum einen hellen Flecken ein und verschmilzt dann mit der dunklen Nackenzeichnung. 
Die Seite der Schnauze kann dunkel getüpfelt oder einheitlich schwarz sein. Vom Augenhinterrand bis zum Mundwinkel erstreckt sich ein dünner, hellgrau bis cremefarbener Streifen, der dunkel gesprenkelt ist. Dahinter schließt sich ein schwarzes Band an, welches vom Augenhinterrand seitlich am Kopf bis auf den Nacken zieht und dort mit den seitlichen Nackenflecken verschmilzt. An der Schnauzenfront, seitlich der Zungenfurche, findet sich beidseits ein heller Fleck. Ein zweiter Fleck folgt auf dem ersten Oberlippenschild und ein dritter kann auf dem zweiten Oberlippenschild vorhanden sein. Im Gegensatz zum Blutpython und Borneo-Kurzschwanzpython ist der Labialgrubengrund der Oberlippe bei dieser Spezies dunkel pigmentiert. Der untere Rand der Oberlippe ist einheitlich hell gezeichnet. Der vordere Abschnitt des Unterlippenrandes besteht aus einer Reihe dunkler Flecken und geht im Bereich unterhalb des Auges fakultativ in zahlreiche dunkle Punkte über. Das Kinn ist homogen weiß gefärbt.
Die Grundfarbe ist bei Jungtieren und jungen Erwachsenen in einem hellen Braun, Graubraun oder Grau gehalten und dunkelt mit zunehmendem Alter drastisch nach. Generell ist die Grundfarbe auf der Wirbelsäule und an den Flanken zum Bauch hin am hellsten. Entlang des Rückens verlaufen unregelmäßige, rechteckförmige graubraune bis schwarze Sattelflecken. Diese entsprechen etwa der Breite des Rückens im jeweiligen Segment. 
Die Flankenflecken sind groß, oben und auf den Seiten mit einer 2 bis 4 Schuppen mächtigen schwarzen Umrandung versehen und vom Zentrum zum Bauch hin aufgehellt. Sie reichen etwa die halbe Flankenhöhe empor, können aber auch mit den Sattelflecken fusioniert sein. Um die Flankenflecken bleibt auch bei zunehmender Schwarzpigmentierung des Körpers stets ein typisch weißer bis hellgrauer Ring bestehen. Im Gegensatz zum Borneo-Kurzschwanzpython greift dieses Weiß aber nicht auf die Rückenzeichnung über. Einige Individuen zeigen zudem vereinzelte schwarze Punkte, die über den gesamten Flankenbereich verstreut sind.
Der Schwanz ist rundum dunkel gefärbt und teilweise mit kleinen unregelmäßigen Flecken geziert. Der Bauch ist komplett weiß oder cremefarben. Paraventralia (Nebenbauchschilder) weisen gewöhnlich graue Sprenkel auf.
Die Farbe der Iris reicht von gelborange über orange bis orangerot. Ein schwarzer Fleck am Unterrand der Iris lässt die Pupille im unteren Bereich breiter erscheinen.

### Farbänderung
Während der nachgeburtlichen Entwicklung durchlaufen Sumatra-Kurzschwanzpythons einen ontogenetisch bedingten Farbwechsel. Jungtiere haben eine helle Grundfärbung und sind dunkel gemustert. Ihr Kopf ist üblicherweise dunkelgelb, ihre Sattelflecken meistens dunkelbraun. Die Grundfärbung besteht aus einem hellen Braun und ist manchmal mit einem rosaroten bis rötlichen Schimmer versehen. Die Zentren der Flankenflecken sind geringfügig gelber als die Grundfärbung. Mit zunehmendem Alter wird nun insbesondere ihre Grundfarbe auf dem Rücken immer dunkler.

### Beschuppung
Das Rostrale (Schnauzenschild) hat, wie bei den meisten anderen Pythons auch, zwei tiefe Labialgruben. Über der Schnauze bis zum Hinterhaupt läuft zentral eine ununterbrochene Naht. Große paarige Platten der Kopfoberseite stehen mit ihr in Kontakt. Von der Schnauze her sind dies die Internasalia (Zwischennasenschilder), die vorderen und hinteren Präfrontalia (Vorstirnschilder), die Frontalia (Stirnschilder), sowie 3 bis 4 hintere Parietalia (Scheitelschilder). Im Gegensatz zum Blutpython und Borneo-Kurzschwanzpython hat das vordere Parietale charakteristischerweise keinen Kontakt zur Mittelnaht.
Die Nasenlöcher sind nach oben hinten angeordnet und werden je von einem großen Nasale (Nasenschild) umgeben. Zur Kopfmitte hin sind die Nasalia von einem Paar kleineren Internasalia (Zwischennasenschilder) separiert. 
In der Seitenansicht folgen den nasalen Schuppen Richtung Auge eine Grube mit 5 bis 27 kleinen Lorealia (Zügelschilde). An den vorderen Teil dieser Grube grenzen unterhalb 1 bis 3 große Zügelschilder an. Über beiden Augen befindet sich je ein großes Supraoculare (Überaugenschild). Es existieren 1 bis 3 Präocularia (Voraugenschilde), von denen das oberste am größten ist und sich bis auf die Kopfoberseite ausdehnt. Postocularia (Hinteraugenschilder) gibt es 1 bis 3, wobei das oberste das deutlich größte ist. Subocularia (Unteraugenschilder) sind 9 bis 12 vorhanden. Gelegentlich kommen auch noch kleine körnige Schuppen vor, welche gewissen Unteraugenschildern den direkten Kontakt zum Auge verwehren. 
Von den 9 bis 12 Supralabialia (Oberlippenschilder) tragen die vordersten beiden tiefe Labialgruben. Bei den 16 bis 19 Infralabialia (Unterlippenschilder) tragen ab dem zweiten Unterlippenschild 3 bis 5 vordere und 3 bis 7 hintere Labialgruben.
Die Anzahl der Ventralia (Bauchschilder) variiert zwischen 152 und 163, die Anzahl der dorsalen Schuppenreihen in der Körpermitte zwischen 55 und 61.
Von der Kloake bis zur Schwanzspitze befinden sich bauchseits 28 bis 33 Subcaudalia (Schwanzunterseitenschilder).

## Verbreitung und Lebensraum

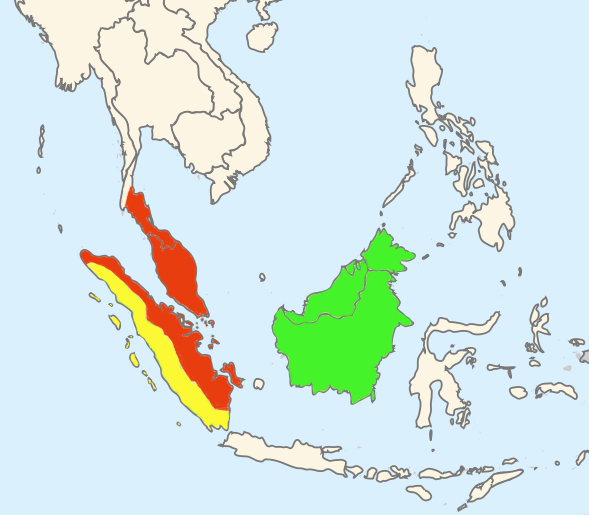
Verbreitungsgebiete von Sumatra-Kurzschwanzpython (gelb), Borneo-Kurzschwanzpython (grün) und Blutpython (rot)

Dieser Python bewohnt auf dem malaiischen Archipel ausschließlich die Insel Sumatra. Dabei ist sein Vorkommen auf den westlichen und südlichen Teil beschränkt.
Das tropische Klima auf Sumatra besitzt charakteristischerweise eine konstant hohe Durchschnittstemperatur von mehr als 26 °C und hohen Niederschlagsraten mit jährlich mehr als 2000 mm.
Hier bewohnt er Sumpfland, Sumpfwald, dichten Dschungel und Sekundärwald. Entlang von Bächen und Flüssen lebt er ebenfalls.
Die natürlichen Habitate auf den indonesischen Inseln werden schon seit geraumer Zeit von menschlichen Aktivitäten stark beeinträchtigt.
Studien in Nord-Sumatra zeigen, dass Sumatra-Kurzschwanzpythons in Ölpalmplantagen inzwischen häufiger zu finden sind als in natürlichen Gebieten. Der Grund dafür liegt einerseits an der enormen Dichte an Ratten (mehr als 400 pro Hektare) und andererseits an geeigneten Verstecken unter abgestorbenen Palmblättern. Seit die Ölpalmplantagen in ganz Sumatra expandieren, nimmt die Anzahl Sumatra-Kurzschwanzpythons stetig zu, während die ursprünglich ansässigen Netzpythons weniger werden.
Auf Sumatra ist der Sumatra-Kurzschwanzpython an manchen Orten sympatrisch mit dem Netzpython. Allerdings bleibt der Netzpython den Ölpalmplantagen üblicherweise fern.
Sumatra-Kurzschwanzpythons und Blutpythons scheinen auf Sumatra allopatrisch zu sein. Die geographische Abgrenzung dieser beiden Arten kommt durch die hohe zentrale Bergkette, die sich über die ganze Länge Sumatras erstreckt, zustande. Da bisher keine dieser Spezies auf über 2000 Meter über Meer gesehen wurde, ist eine Überlappung im Gebirge praktisch ausgeschlossen. Interferenzen wären theoretisch bei den Gebirgsausläufern im Südosten der Insel möglich, dieser Teil ist aber noch unerforscht. Vieles deutet jedoch darauf hin, dass sich die Verbreitungsgebiete des Sumatra-Kurzschwanzpythons und des Blutpythons durch den Handel zunehmend künstlich vermischen. So erhalten beispielsweise Schlachthäuser im Westen Sumatras häufig Lieferungen zahlreicher Sumatra-Kurzschwanzpythons aus dem Osten. Wenn diese auf der Reise oder vor Ort entweichen, dringen sie in vom Blutpython bewohnte Areale vor.

## Verhalten
Über das Verhalten dieses Pythons ist fast nichts bekannt. Studien zur Lebensweise der Art im Freiland gibt es nicht. Er wird generell als standorttreu und dämmerungs- und nachtaktiv beschrieben. Um sich zu verstecken oder Beute aufzulauern gräbt er sich gerne in den feuchten Boden ein oder legt sich unter dichte Vegetation.

## Ernährung
Sumatra-Kurzschwanzpythons sind Lauerjäger. Nahezu 95 % der Nahrung von in der Natur gefangenen Pythons bestand aus Nagetieren. Darunter Reisfeldratten (Rattus argentiventer), Wanderratten (R. norvegicus), Pazifische Ratten (R. exulans), Rattus timanicus, Langschwanz-Riesenratten (Leopoldamys sabanus), Stachelratten (Maxomys rajas) und Mäuseartige. Ebenso ein zu den Raubtierartigen gehörender Streifenroller (Arctogalidia trivirgata). 
Die Häufigkeit der Nahrungsaufnahme wurde in einer Studie untersucht. Die Frequenz nimmt mit steigender Körpergröße zu. Bei erwachsenen Tieren scheinen die Fressabstände konstant hoch zu sein und nicht von Geschlecht, Saison und Fortpflanzungszeit abzuhängen.

## Fortpflanzung
Zur Fortpflanzung im Freiland ist ebenfalls nur sehr wenig bekannt, auch hier stammt das bekannte Wissen fast ausschließlich von Untersuchungen toter Tiere und aus Gefangenschaft. In seinem Verbreitungsgebiet ist die Fortpflanzungszeit stark saisonal. Die Hoden von im Dezember untersuchten Männchen waren, verglichen mit Messungen in den übrigen Monaten, deutlich vergrößert. Demnach liegt die Paarungszeit um den Dezember herum. Offenbar pflanzt sich ein erheblicher Anteil der Weibchen nur jedes zweite Jahr fort. Eier werden zwischen April und Mai gelegt. Die Gelege von 15 Weibchen aus Sumatra beinhalteten 8 bis 17 Eier. Im Mittel waren es 12. Diese Eier hatten ein Durchschnittsgewicht von 90 Gramm.
Das Gelege wird nach Beobachtungen in Gefangenschaft etwa 75 Tage lang bebrütet. Das Weibchen liegt in dieser Zeit zusammengerollt über den Eiern und sorgt durch Muskelzittern für gleichmäßige Temperaturen. Die Brutfürsorge endet mit dem Schlupf der Jungen. Frisch geschlüpfte Jungtiere des Blutpythons und der Kurzschwanzpythons werden bisher in der Literatur pauschal als 30 bis 48 Zentimeter lang beschrieben.

## Alter und Lebenserwartung
Angaben zum Durchschnitts- und Maximalalter freilebender Individuen sind unbekannt; in Gefangenschaft gibt es unter Blut- und Kurzschwanzpythons Individuen, die schon über 27 Jahre alt geworden sind.

## Gefährdung
Sumatra- und Borneo-Kurzschwanzpythons als auch Blutpythons werden in ihrem Verbreitungsgebiet für die Lederindustrie stark ausgebeutet. Auf Sumatra und Borneo werden jährlich 70.000 bis 200.000 Blut- und Kurzschwanzpythons geschlachtet und exportiert.
Dabei wird meist nicht spezifisch nach diesen Pythons gejagt; sie werden stattdessen bei Gelegenheit in Ölpalmplantagen aufgegriffen.
In Sumatra basiert der kommerzielle Lederhandel mit Blutpythons und Sumatra-Kurzschwanzpythons nur zu 8 % aus Sumatra-Kurzschwanzpythons.
Diese Pythons scheinen auch auf vom Menschen kultivierten Flächen neue ökologische Nischen vorzufinden, wodurch sie Habitatsverluste bis zu einem gewissen Grade kompensieren können.

## Systematik
Der Sumatra-Kurzschwanzpython erhielt seinen wissenschaftlichen Namen Python curtus auf Grund seines verkürzten Körpers. Curtus ist lateinisch und heißt verkürzt.
Schlegel beschrieb 1872 die Art Python curtus nach einem in Sumatra gefangenen Tier. 1880 wurde Python breitensteini von Steindachner als eigenständige Art bezeichnet und von Python curtus abgespalten. Mit der Neubeschreibung von Python curtus brongersmai im Jahre 1938 erteilte Stull diesen drei Pythons Unterartstatus. 2001 wurde allen drei Subspezies Artstatus zugesprochen.
Auf Grund von Körpergröße, Beschuppung, Farbe und geographischer Verbreitung unterscheiden sich der Blutpython (Python brongersmai), der Borneo-Kurzschwanzpython (Python breitensteini) und der Sumatra-Kurzschwanzpython (Python curtus) klar voneinander.
Anhand eines Teilstücks des mitochondrialen Cytochrom-b Gens wurde nachgewiesen, dass der Borneo-Kurzschwanzpython und der Sumatra-Kurzschwanzpython miteinander näher verwandt sind als mit dem Blutpython. Auf genetischer Ebene sind die Verwandtschaftsunterschiede des Blutpythons zu den Kurzschwanzpythons annähernd so groß wie zum Netzpython. Phylogenetisch bildet der Blutpython somit die Schwestergruppe der beiden Kurzschwanzpythons.
Es wird vermutet, dass vor mehreren Millionen Jahren ein gemeinsamer Vorfahre das Festland Südostasiens und über Landbrücken Borneo bewohnt hat. Durch einen Meeresanstieg wurde der Genaustausch unterbunden und es entwickelte sich der Blutpython auf dem Festland und ein Vorfahre der beiden Kurzschwanzpythons auf Borneo. Letztere wanderten auch über Landbrücken nach West-Sumatra ein. Der übrige Teil Sumatras lag damals noch unter Wasser. Später versanken die Landbrücken, was die Population in Borneo-Kurzschwanzpythons und Sumatra-Kurzschwanzpythons spaltete. Als sich der Ostteil Sumatras nachträglich auch aus dem Meer erhob, ermöglichte es den auf dem Festland lebenden Blutpythons auf diese Insel zu immigrieren. Weil sich stets eine hohe zentrale Bergkette über die ganze Länge Sumatras erstreckte, war eine Ausbreitung des Blutpythons nach Osten und umgekehrt des Sumatra-Kurzschwanzpythons nach Westen nie möglich.
Kurzschwanz- und Blutpythons unterscheiden sich von allen anderen Pythons durch eine mit kleinen Schuppen bestückte Grube, welche von der Nasenhinterseite bis zum Auge läuft. Auch ihre Schwänze sind signifikant kürzer als bei anderen Pythons.